# Répceszemere
Répceszemere (németül: Semmerach) község Győr-Moson-Sopron vármegyében, a Kapuvári járásban.

## Fekvése
Répceszemere Győr-Moson-Sopron vármegye délnyugati részén, közvetlenül Vas vármegye határán helyezkedik el. Természetföldrajzi szempontból a Répce-síksághoz tartozik, amely ebben a térségben a sűrű völgyhálózat révén enyhén hullámos felszínű táj.  A környék eredeti természetes növénytakaróját már csak a közeli csáfordjánosfai védett keményfás ligeterdő őrzi.
Szomszédai: észak felől Dénesfa, délkelet felől a Vas vármegyei Répcelak, dél felől a szintén Vas vármegyéhez tartozó Vámoscsalád, délnyugat felől Csáfordjánosfa, északnyugat felől pedig Iván; kevés híja van annak, hogy nem határos kelet felől még Csániggal is.
A környék nagyobb városai közül Sárvár 25, az Alpokalján fekvő kisváros, Kőszeg 35, Szombathely 38, Sopron pedig 50 kilométerre fekszik.

### Megközelítése
Közlekedésföldrajzi helyzete kedvezőtlen, a Fertőszentmiklós-Celldömölk közötti vasútvonal felszámolása (1979) óta csak közúton közelíthető meg. Központján a Ciráktól Bükön át Zsira központjáig vezető 8614-es út halad végig, Ivánnal pedig a 8616-os út köti össze.
Az ország távolabbi részei felől legegyszerűbben a 86-os főúton érhető el, melyről Répcelaknál kell letérni a 8615-ös útra, annak végpontjától pedig nyugatnak fordulni a 8614-esre. Sopron irányából a 84-es főúton közelíthető meg, amelyről Újkérnél vagy Simaságnál letérve, Iván érintésével, mellékutakon érhető el a község. Kapuvár és a 85-ös főút, illetve az M85-ös autóút felől Cirákig a 8613-as, onnan pedig szintén a 8614-es úton érhető el.
A településről személygépkocsival könnyen és gyorsan megközelíthető az Európa-szerte híres gyógyfürdő-centrum, a mintegy 18 kilométerre fekvő Bükfürdő.
Vasútvonal nem érinti, a legközelebbi vasúti csatlakozási lehetőségeket a Hegyeshalom–Porpác-vasútvonal Répcelak vasútállomása, illetve Csánig megállóhelye kínálja, mindkettő egyaránt körülbelül 5-6 kilométerre.

## Története
Répceszemere már a rómaiak korában jelentős településnek számított, a lakóinak száma azonban sohasem haladta meg az 1100 főt. Valószínűleg a Saváriához tartozó helyőrség állomásozott itt. Egy ideig még a híres Apollinaris légió is itt tartózkodott. Ebből a korból származik a község területén a múlt században talált ép római sírkő. A Drinóczy-kódex  tanúsága szerint a honfoglalást követően hamarosan a magyarok is megtelepedtek, méghozzá a Szemere nemzetség tagjai, akik a Huba törzsnek voltak az egyenes ági leszármazottai. Hivatalos oklevélben először 1265-ben említették a község nevét, amikor  IV. Béla király Szemere mellett öt telekre való földet adományozott Veszkényi Bertalan fiának, Dénesnek a királyi erdőőrök birtokából. Ezenkívül még hét a középkorban keletkezett oklevélben említették a falut. A XVI. század elején a reformáció lutheránus szárnya gyökeret vert Répceszemerén, s a későbbiek során a katolikus és az evangélikus lakosság között összetűzésekre is sor került. I. Lipót császár 1702-ben vásártartási jogot adományozott a községnek. Évente két alkalommal tartottak vásárt, ami a község ipari fejlődését is felgyorsította.

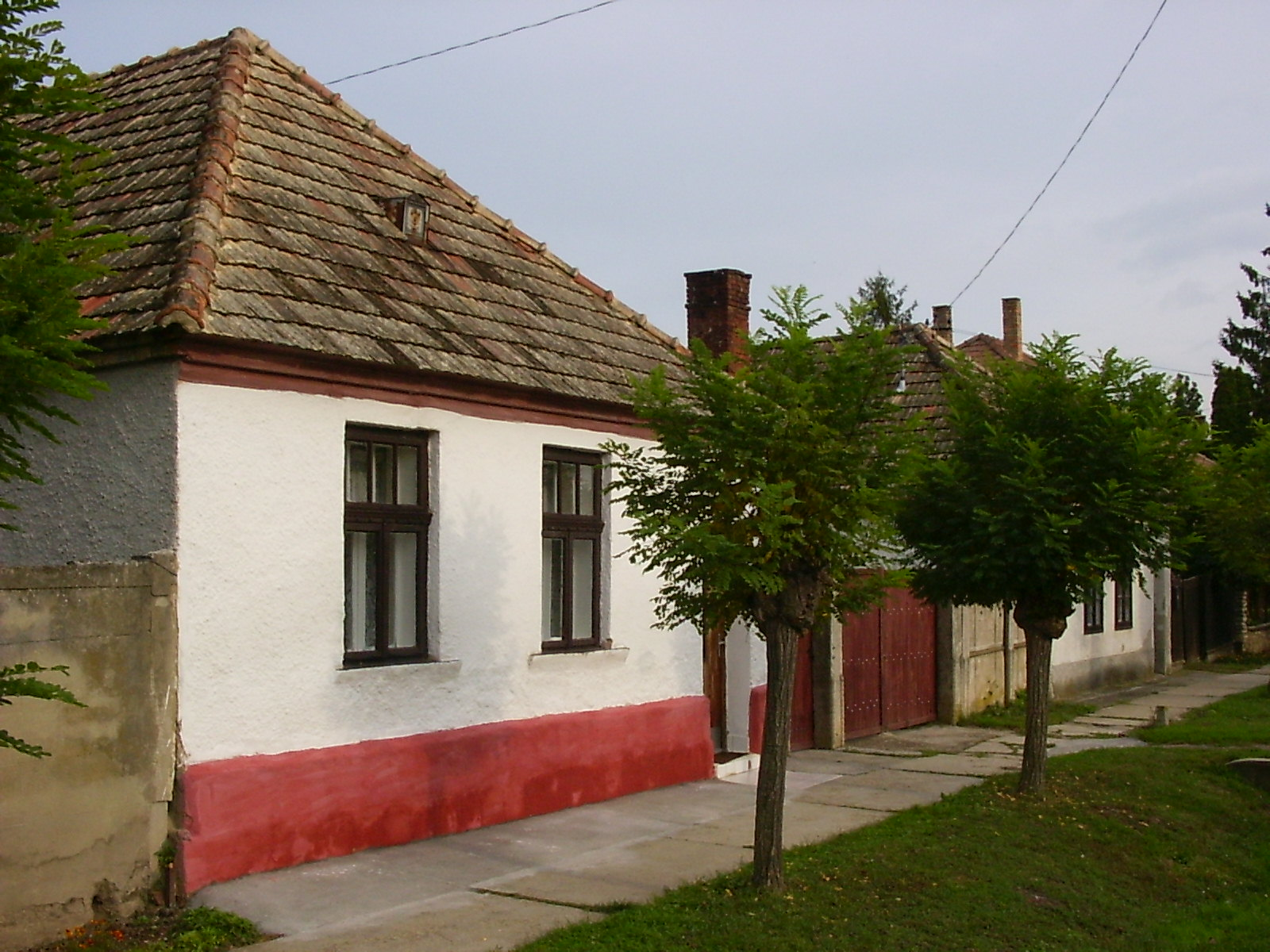
Takaros parasztház

Halasy György helybéli plébános például 1864-ben a következő gondolatot vetette papírra: "Répceszemeréről el lehet mondani, hogy szép község, csinos és művelt nép lakja, amely középbirtokosokból és iparosokból áll. Az ipart emeli a tavasszal és ősszel tartani szokott két híres vásár. "Mivel a középbirtokosok földjeiket jórészt maguk művelték, sok jobbágyra nem volt szükség. Az így felszabadult munkaerő elsősorban ipari tevékenységgel tartotta el magát. Iparos céhek tömkelege alakult , közülük a takács- és csizmadiacéhek voltak a leghíresebbek. Érdemes még megemlíteni, hogy 1863. karácsonyán itt tartotta alakuló ülését a Magyar Történészek és Régészek Társulata. A XX. század leghíresebb embere a faluban Dr Mesterházy Dezső paptanár , a Bécsi Királyi Akadémia tanára volt. Sok egyéb mellett az ő nevéhez fűződik a Szent Keresztről elnevezett szerzetesnővérek letelepítése Répceszemerén. A nővérek 1925 és 1945 között működtek a faluban, még iskola és óvoda is állott a vezetésük alatt. A második világháború utáni időszak nem sok jót hozott a településnek. Bár a középparaszti lakosság zöme nem sok jövőt ígért a kollektivizálásnak, mégis két termelőszövetkezetet is létrehoztak.
Hamarosan elveszítette a falu a közigazgatási önállóságát is : " központi funkció nélküli település " lett, s Ivánhoz csatolták. Megszüntették az itteni termelőszövetkezetet és összevonták az iváni termelőszövetkezettel. Felszámolták a községi gyógyszertárat, s még az önálló orvosi rendelő is megszűnt. A gyerekeknek pedig Ivánba kellett járni iskolába. A falu számára a legtragikusabb esztendő 1979. volt, a Fertőszentmiklós és Celldömölk közötti vasútvonal felszámolásával megszűnt a vasúti összeköttetése a külvilággal.
A falu polgárai 1990-ben az önállóságot választották, azonban a legtöbb kistelepüléshez hasonlóan itt is nehéz megbirkózni a gazdasági gondokkal. Répceszemere 1992. január elsejéig Ivánnal közös körjegyzőséghez tartozott, azóta nyerte el teljes közigazgatási önállóságát. Az utóbbi esztendőkben már több új lakóház is épült a faluban, s egyre több fiatal saját otthonául Répceszemerét választotta. A közeli városokból és a szomszédos Ausztriából nagyon sokan régi parasztházakat vagy kúriákat vásárolnak, s a hétvégéjüket és a szabadságukat csendes , kellemes környezetben tölthetik el. Ez, ha időszakosan is, a vásárlóerő növekedésével a helyi kereskedelem fellendülését vonhatja maga után, ugyanakkor az ingatlanárak növekedése a helybéli lakosság számára hátrányos.
A falu korösszetétele az utóbbi évek betelepülései ellenére még mindig az elöregedő községekével mutat rokonságot. Az óvodáskorú gyermekek száma mindössze 20 főt tesz ki, velük összesen két óvónő foglalkozik. Az alsó tagozatos iskolában 28 tanulót 3 tanítónő okít, a felső tagozatosok jelenleg is Ivánba járnak. A faluban működik a Szállástbiztosító Idősek Klubja, melynek 10 állandó lakója van, de további 22 nyugdíjas is ott tölti ideje java részét. Az iskola és az óvoda 2009-ben a csökkenő gyermeklétszám miatt megszűnt. Jelenleg az óvoda  körzetileg Dénesfához tartozik, falubusz szállítja a gyermekeket. Az iskolások pedig Répcelakra járnak tanulni. Az idősek otthona 2008-ban átalakult bentlakásos intézménnyé 15 fővel.  

## Közélete

### Polgármesterei
- 1990–1994: Balogh Antal (független)[4]
- 1994–1998: Csider László (független)[5]
- 1998–2002: Radics László (független)[6]
- 2002–2006: Radics László (független)[7]
- 2006–2010: Radics László János (független)[8]
- 2010–2014: Radics László János (független)[9]
- 2014–2019: Radics László János (független)[10]
- 2019–2024: Radics László János (független)[11]
- 2024–től: Nagyné Bagarus Mónika (független)[1]

## Népesség
A település népességének változása:
| Lakosok száma | 296  | 291  | 286  | 291  | 277  | 267  | 267  |
|               | 2013 | 2014 | 2015 | 2021 | 2022 | 2023 | 2024 |

A 2011-es népszámlálás során a lakosok 88,4%-a magyarnak, 3,5% cigánynak, 1,4% németnek, 0,4% szlováknak mondta magát (10,9% nem nyilatkozott; a kettős identitások miatt a végösszeg nagyobb lehet 100%-nál). A vallási megoszlás a következő volt: római katolikus 74,3%, evangélikus 3,2%, görögkatolikus 0,4%, felekezeten kívüli 1,4% (20,8% nem nyilatkozott).
2022-ben a lakosság 87%-a vallotta magát magyarnak, 4,7% németnek, 1,1% cigánynak, 0,4% örménynek, 3,6% egyéb, nem hazai nemzetiségűnek (9,4% nem nyilatkozott; a kettős identitások miatt a végösszeg nagyobb lehet 100%-nál). Vallásuk szerint 55,6% volt római katolikus, 3,2% evangélikus, 0,7% református, 1,1% egyéb katolikus, 2,5% felekezeten kívüli (36,5% nem válaszolt).

## Nevezetességei
- Római katolikus templom
- Felújított harangláb